# سد لبنة
سد لبنة هو سد في تونس تم تشييده سنة 1986. تبلغ مساحة حوضه 189,000 كم مربع. ويقدر على تخزين 24,700 مليون متر مكعب. أما معدل المساهمة السنوية فيبلغ 21,645 متر مكعب. ويقع في ولاية نابل، شمال شرقي البلاد.
سمي بسد لبنة نسبة لنهر لبنة الفاصل بين مدينتي منزل حر ولبنة. إداريا يتبع سد لبنة بلدية منزل حر.

## المصدر
- السدود التونسية نسخة محفوظة 28 سبتمبر 2007 على موقع واي باك مشين.